# Filip Zawada (dyplomata)
Filip Zawada, Filip Marian Zawada (ur. 24 sierpnia 1888 w Korolówce, zm. 18 lutego 1931 w Davos) – polski prawnik, działacz niepodległościowy i urzędnik konsularny.

## Życiorys
Syn Tomasza i Teodory. Absolwent gimnazjum w Jarosławiu (1908), Wydziału Prawa Uniwersytetu Lwowskiego (1917); uzyskał doktorat z prawa międzynarodowego na Uniwersytecie Wiedeńskim.
Walczył w Legionach Polskich, m.in. w 3 pułku oraz 4 pułku piechoty. Po odzyskaniu niepodległości w Wojsku Polskim, m.in. w wojnie polsko-bolszewickiej, przeszedł do rezerwy w stopniu majora.
W 1922 wstąpił do polskiej służby zagranicznej w której pełnił szereg funkcji, m.in. sekretarza konsularnego w Królewcu (1922), kier. konsulatu w Ełku (1922-1924), wicekonsula/konsula i kier. konsulatu w Olsztynie (1924-1928), konsula w Essen (1929-1930) i Tuluzie (1930-1931). Zmarł na gruźlicę w szpitalu w Davos; pochowany na cmentarzu wojskowym w Toruniu.
Odznaczony: Virtuti Militari V klasy, Krzyż Niepodległości.
Ojciec wybitnego polskiego himalaisty Andrzeja Zawady.